# Zabaia
Zabaia est un roi amorrite, fils du roi Samium qui régna à Larsa vers 1941-1933 av. J-C.
Les informations conservées sur sa vie et son règne sont très limitée. Seules deux inscriptions en cunéiforme nous sont parvenues et un sceau cylindrique portant sa mention.